# Andrew Seth
Andrew Seth (Edimburg, 1856 − El Haining, Selkirkshire, 1931), filòsof escocès, es va canviar el nom pèr Andrew Seth Pringle-Pattison. Segons el seu pensament, cada categoria ... tot tipus d'existència o de relació, és necessàriament una transcripció de la nostra pròpia naturalesa i la nostra pròpia experiència; en algunes de les nostres concepcions posem més, en altres menys, però sempre alguna part de nosaltres mateixos, així tots els modes d'existència i formes d'acció són necessàriament interpretats per nosaltres en termes de la nostra pròpia vida. Tot, fins a l'àtom, es construeix en l'esquema del jo conscient, amb la seva multiplicitat d'estats i la seva unitat.

## Obres
- Hegelianism and Personality (1887)
- Man's Place in the Cosmos (1897)
- The Idea of God in the Light of Recent Philosophy (1917)
- The Idea of Immortality (1922)
- Studies in the Philosophy of Religion (1930)